# Mănăstirea Sf. Ilie de la Izvor
Mănăstirea Sf. Ilie de la Izvor (cunoscuta si sub numele Mănăstirea Vasiova) este una dintre cele mai importante mănăstiri ale Episcopiei Caransebeșului. Întemeierea lăcașului de cult este legată de o legendă care spune că, la 1850, un lucrător miner de la Ocna de Fier, suferind un accident, a venit la un izvor de la Vasiova, a cărui apă i-a redat vederea. 